# Luca Gandini
Luca Gandini (Trieste, 7 novembre 1985) è un ex cestista e dirigente sportivo italiano.

## Biografia
Nato a Trieste e figlio dell'ex portiere della Triestina Rino Gandini, cresce nelle giovanili della squadra della sua città, la Pallacanestro Trieste. I primi passi da professionista sono in Serie B1 a Lumezzane sotto la guida di Eugenio Dalmasson e rimane lì per quattro stagioni fino a raggiungere i 27 minuti di media con 8 rimbalzi catturati a partita. Nella stagione 2009-2010 approda alla Scaligera Verona in A dilettanti, dove disputa un buon campionato concludendo addirittura con 20 rimbalzi la gara decisiva per l’accesso ai playoff contro Treviglio e scrive una media di 6.9 punti e 7.3 rimbalzi a partita. Dopo la buona stagione arriva la chiamata dell'Aquila Trento e in maglia bianconera disputa 32 partite per poi tornare a Trieste, dove disputa una buona annata e conquista la promozione nella massima serie, incorniciando un campionato da 8.3 punti e 7.9 rimbalzi di media in 29 minuti di utilizzo. Nel 2013-2014 fa ritorno alla Scaligera Verona dove resta due stagioni, qui vince la Coppa Italia LNP. Si sposta alla Pall. Mantovana con cui gioca la seconda finale di Coppa Italia LNP, persa contro Scafati Basket. In maglia Fortitudo Bologna nei due anni successivi arriva fino alla semifinale promozione, con coach Matteo Boniciolli in panchina, e vince la Supercoppa LNP. Nella stagione 2018-2019 è in Serie A2 a Basket Ravenna con cui ha centrato i playoff promozione chiudendo con 3.7 punti e 4 rimbalzi in 17 minuti di media. Nel 2019 ha disputato, dopo 14 stagioni tra Serie A2 e B1, a 34 anni la sua prima stagione in Serie A con la maglia della Pall. Varese, interrotta però in anticipo dall’emergenza Covid-19.
Il 15 luglio 2020 viene ufficializzato il suo passaggio alla Dinamo Sassari, sempre in Serie A, allenata dal suo concittadino Gianmarco Pozzecco.

## Palmares
- Coppa Italia LNP: 1

Scaligera Verona: 2015
- Supercoppa LNP: 1

Fortitudo Bologna: 2016